# Marian McPartland's Piano Jazz
Marian McPartland's Piano Jazz, ou simplement Piano Jazz, est une émission de jazz animée par Marian McPartland, pianiste de jazz anglaise. 

## Historique
Ce programme est diffusé sur NPR depuis 1979. Autour de deux pianos, Marian interviewe ses invités. Tour à tour en solo ou en duo, elle et ses invités font le tour de leurs horizons pianistiques et musicaux. Parmi les grands noms du jazz, elle a reçu Bill Evans, Oscar Peterson ou bien encore Teddy Wilson. Toutes les émissions sont disponibles en CD.

## Invités
Liste non exhaustive.
- Mary Lou Williams
- Bill Evans
- Oscar Peterson
- Dorothy Donegan
- Dave Brubeck
- Dizzy Gillespie
- Carmen McRae
- Bobby Short
- Sharon Freeman
- Nadine Jansen
- Lionel Hampton
- Benny Carter
- Shirley Horn
- Barbara Caroll
- Cy Coleman
- Red Richards
- Kenny Burrell
- Clark Terry
- Stanley Cowell
- Mercer Ellington
- Charles Brown
- Chick Corea
- Artie Shaw
- Kurt Elling
- Mulgrew Miller
- Elvis Costello
- Steve Kuhn
- Gary Burton
- Roy Eldridge
- Toots Thielemans
- Steely Dan
- Herbie Hancock